# Nie znasz mnie (singel Eweliny Flinty)
„Nie znasz mnie” − singel Eweliny Flinty promujący jej drugi album studyjny Nie znasz mnie. Tekst do utworu napisała Ewelina Flinta, natomiast muzykę Radek Zagajewski oraz sama wokalistka. Piosenka "Nie znasz mnie" znalazła się na składance TVP1 pt: "SuperJedynki 2005".

## Informacje o singlu
Singel „Nie znasz mnie” miał premierę 24 lutego 2005 roku. Utwór promował drugi album studyjny piosenkarki pod tym samym tytułem. Autorką tekstu utworu jest Ewelina Flinta, która powiedziała: 

Zaczęłam pisać o sobie. Jestem wściekła i śpiewam: "Nie znasz mnie, ale mnie osądzasz", bo do furii doprowadza mnie, gdy czytam recenzje płyt napisane na podstawie samego singla, i gdy na każdym kroku słyszę, jak ocenia się moje życie.

## Teledysk
Teledysk do singla miał premierę w marcu 2005 roku. Reżyserem klipu jest Iza Poniatowska. Teledysk realizowany był w warszawskim studiu przy ulicy Bema.

## Pozycje na listach
| Notowanie (2005)                        | Najwyższa pozycja |
| --------------------------------------- | ----------------- |
| Radio Szczecin (SLiP)                   | 19                |
| RMF FM (POPlista)                       | 1                 |
| Wietrzne Radio (Top 15)                 | 5                 |
| Radiowa Trójka (Lista Przebojów Trójki) | 14                |